# Günter Wünsche
Karl Günter Wünsche (* 9. Juni 1931 in Löbau, Sachsen; † 19. März 1996 in Berlin) war ein deutscher Lyriker, Prosa-, Hörspiel- und Drehbuchautor.

## Leben
Günter Wünsche wurde als Sohn eines Hilfsarbeiters und einer Bauerntochter im sächsischen Löbau geboren. Von 1937 bis 1945 besuchte er die Volksschule in Ebersdorf. 1945 trat er eine Lehre als Werkzeugmacher in den Siemens-Schuckertwerken in der Oberlausitz an. Als der befehlshaberisch geführte Betrieb 1946 demontiert wurde, verspürte er ein Gefühl der Erleichterung. Er setzte seine Ausbildung im Braunkohlewerk Grube Berzdorf auf dem Eigen fort und wurde 1949 Maschinenschlosser. Hierauf erfolgte die Delegation durch den Betrieb zur Arbeiter-und-Bauern-Fakultät Freiberg „Wilhelm Pieck“, wo er 1952 das Reifezeugnis erwarb. Er blieb in Freiberg und nahm 1952 ein Studium der Metallogie an der Bergakademie Freiberg auf, das er 1957 als Diplom-Ingenieur abschloss. Während seiner Zeit in Freiberg arbeitete er im Stahl- und Walzwerk Riesa (1950), im Braunkohlenwerk Berzdorf (1952) und im Edelstahlwerk Döhlen (1954).
1958 übersiedelte er nach Berlin und begann dort literarisch zu arbeiten. Seine mit dem Umzug angetretene Beschäftigung in einem Berliner Projektierungsbetrieb für Straßenwesen (Abteilung Forschung und Entwicklung im Auftrag des Instituts für Metallkunde und Materialprüfung der Bergakademie Freiberg) und zwei Jahre danach als Prüfingenieur beim Deutschen Amt für Material- und Warenprüfung der DDR in Berlin-Adlershof währte bis Juni 1965. Von der Literaturzeitschrift Neue Deutsche Literatur wurden 1961 zwei Gedichte angenommen und veröffentlicht. 1964 schloss er sich mit elf anderen, darunter Joachim Priewe und Wolfgang Tilgner, zur Gruppe junger Autoren „alex 64“ zusammen. Im selben Jahr erhielt Wünsche einen 2. Preis (ein 1. Preis wurde nicht vergeben) im Schreibwettbewerb des Aufbau-Verlages. 1964/65, in der Zeit seiner Tätigkeit als Prüfingenieur, entstand das nach Veröffentlichung für heftige Kritik sorgende Vertrauliche Tagebuch. Sich aus der Schusslinie nehmend, konzentrierte er sich erst einmal auf das im Herbst 1965 am Institut für Literatur „Johannes R. Becher“ in Leipzig begonnene Studium. Seine Professoren waren unter anderem Georg Maurer und Werner Bräunig. 1967 war das Studium beendet, und 1968 gilt als sein erstes Jahr als freiberuflicher Autor. In diesem Jahr schrieb er für die Jugendzeitschrift Neues Leben eine Reihe von Artikeln zum Thema Zukunftsforschung. Zuvor und daran anschließend hatte er sich dort Technik- und Wirtschaftsaspekten gewidmet. 1969 trat er der SED bei und 1970 wurde er Mitglied des Schriftstellerverbandes.
Ihm wurde von 1973 bis 1990 vom Schriftstellerverband die Leitung der Zentralen Arbeitsgemeinschaft „Schreibende Soldaten“ in Strausberg, das heißt die qualifizierte Begleitung von der NVA angehörenden autodidaktisch arbeitenden Autoren, übertragen. 1981 und noch einmal 1986 erhielt die Arbeitsgemeinschaft die „Medaille ausgezeichnetes Volkskunstkollektiv der Deutschen Demokratischen Republik“. Zusätzlich leitete er von 1985 bis 1990 den Zirkel Schreibender Arbeiter im Kreiskulturhaus Berlin-Lichtenberg. 1991/92 war er Mitbegründer des Friedrichshagener Kreises in der Neuen Gesellschaft für Literatur. 1996 starb Günter Wünsche nach schwerer Krankheit mit 64 Jahren in Berlin.

## Wirkung
In der intellektuellen westdeutschen Monatszeitschrift Merkur wurde Wünsches Lyrik als Kritik am Sozialismus wahrgenommen. Tatsächlich stießen in der DDR einzelne Gedichte den Kulturfunktionären sauer auf. So wurde Rehabilitierung des Ich zu einem „vielzitierten“ und „umstrittenen“ Beispiel. Für provokativ wurde Botschaft für Liebhaber sanfter Ruhekissen in der Wochenzeitung Sonntag befunden.
Weitreichender war jedoch die Kritik, die nach der Veröffentlichung der Reflexionen Aus dem vertraulichen Tagebuch im Herbst 1965 innerhalb eines Almanaches des Aufbau-Verlages laut wurde, denn im Gefolge der Politik des 11. Plenums kam es 1966 zur öffentlichen Maßregelung Wünsches durch Günter Mittag (ab 1966 Mitglied des Politbüros des ZK der SED). Zunächst wurde Wünsche im Januar vom Leiter der Ideologischen Kommission der Parteiorganisation Staatliche Plankommission der SED zur internen Aussprache vorgeladen. Im Februar verurteilte Mittag dann in seiner SED-Parteihochschulvorlesung Wünsches Einschätzung der Perspektivplanung und tatsächlicher wirtschaftlicher Leistungskraft öffentlich aufs Schärfste. „Der Kunst wurde nicht das Recht zugebilligt, sich in die ökonomischen und gesellschaftlichen Schwierigkeiten kritisch einzumischen“, resümiert die Historikerin und Literaturwissenschaftlerin Simone Barck. Der nächste Schritt der staatsparteilichen Machtdemonstration bestand im Einzug sämtlicher greifbarer Aufbau-Almanache, also auch bereits an Bibliotheken abgegebener Exemplare. Wünsche bekannte 1991, dass er mit Ablehnung und infolgedessen dem Ende jeglichen Anvertrauens von institutioneller Arbeit gerechnet habe, nicht jedoch mit einer Schreibbeeinträchtigung.

## Zitat
„Mein Anliegen ist es, den Menschen und seine Verhältnisse mit Kunstmitteln zu untersuchen.“

## Werke

### Publikation von Gedichten in Literaturzeitschriften
- 1961: Baggerreparatur und Herbstgedanken. In: Neue Deutsche Literatur, Heft 6/1961, S. 166–167.
- 1963: Beispiellose Geburt, Rumpelstilzchen 1961, Kontrakt mit den Kornmähern, Rehabilitierung des Ich und acht weitere Gedichte. In: Neue Deutsche Literatur, Heft 1/1963, S. 84–92.
- 1963: Kaffee. In: Sinn und Form, Heft 1/1963, S. 88.
- 1963: Abend und drei weitere Gedichte. In: Neue Deutsche Literatur, Heft 12/1963, S. 108–110.
- 1964: Foto des Aktivisten. In: Neue Deutsche Literatur, Heft 3/1964, S. 94–95.
- 1965: Ein Gedicht lag mit mir in der Wiege. In: Neue Deutsche Literatur, Heft 10/1965, S. 162.
- 1991: Subjektive Schwierigkeiten beim Entwerfen der Zukunft. In: Neue Deutsche Literatur, Nr. 457, Heft 1/1991, S. 170–171.

### Publikation von Gedichten und Nachdichtungen in Lyrik-Anthologien
- 1964: Abend. In: Auswahl 1964. Neue Lyrik – neue Namen. Hrsg. vom Zentralrat der Freien Deutschen Jugend. Verlag Neues Leben, Berlin, S. 133.
- 1964: Vom Bauen, Die Glocke und vier weitere Gedichte. In: Neue Texte 4. Almanach für deutsche Literatur, Herbst 1964. Aufbau-Verlag, Berlin/Weimar, S. 77–83.
- 1966: In mir waren die Träume der Bäume, Himmel meiner Stadt, Rehabilitierung des Ich und acht weitere Gedichte. In: Himmel meiner Stadt. Aus der Werkstatt der Gruppe „alex 1964“. Werner Kruse, Richard Christ, Günther Deicke (Hrsg.). Verlag der Nation, Berlin, S. 149–161.
- 1966: Beispiellose Geburt. In: Unser der Tag, unser das Wort. Lyrik und Prosa für Gedenk- und Feiertage. Hrsg. von Heinz Czechowski. Mitteldeutscher Verlag, Halle (Saale), S. 233.
- 1967: Baggerreparatur. In: Das Windrad. Kindergedichte aus zwei Jahrzehnten. Zusammengetragen und geordnet von Helmut Preißler. Illustrationen von Gertrud Zucker. Kinderbuchverlag Berlin, Berlin, S. 142.
- 1967: Rehabilitierung des Ich. In: Nachrichten aus Deutschland. Lyrik, Prosa, Dramatik. Eine Anthologie der neueren DDR-Literatur. Hrsg. und eingeleitet von Hildegard Brenner. Rowohlt Verlag, Reinbek, S. 270.
- 1967: Fünf Nachdichtungen. In: Wessen Welt .... Poetisches Dokument. 174 Gedichte über 50 entscheidende Jahre von 160 Autoren aus sozialistischen Staaten, zusammengetragen von den Schriftstellerverbänden in Sofia, Prag, Berlin, Ulan-Bator, Warschau, Moskau, Budapest. Verlag Volk und Welt, Berlin, verschiedene Seiten.
- 1967: Acht Nachdichtungen. In: Mein Dokument – meine Poesie. Neue sowjetische Lyrik (= Moj dokument, poėziju moju). Hrsg. vom Institut für Literatur „Johannes R. Becher“ und dem Institut für Buchgestaltung an der Hochschule für Grafik und Buchkunst, Leipzig, verschiedene Seiten.
- 1967: Nachdichtung Russland [in deinem Namen spreche ich] von Boris Sluzki. In: Kleine Form. Material-Hinweise für die Klub- und Kulturarbeit. Kabinett für Kulturarbeit der Stadt Leipzig, Bezirkskabinett für Kulturarbeit Leipzig (Hrsg.). Nr. II/67: Wir – unsere Zeit – das 20. Jahrhundert. Gedichte, Lieder und Prosatexte zum 50. Jahrestag der Großen Sozialistischen Oktoberrevolution, S. 72.
- 1969: Himmel meiner Stadt. In: Spiegel unseres Werdens. Mensch und Arbeit in der deutschen Dichtung von Goethe bis Brecht. Hrsg. von René Schwachhofer und Wilhelm Tkaczyk. Unter Mitarbeit von Bruno Brandl und Günther Deicke. Verlag der Nation, Berlin, S. 517.
- 1970: Nachdichtung Russland, in deinem Namen spreche ich. In: Poesiealbum 38. Boris Sluzki. Verlag Neues Leben, Berlin, S. 5.
- 1971: Himmel meiner Stadt. In: Jung sind die Linden. Eine Anthologie Berliner Grenzsoldaten zum 10. Jahrestag der Errichtung des antifaschistischen Schutzwalls. Hrsg. vom Schriftstellerverband, Bezirksverband Berlin und der Politabteilung des Verbandes Krug. S. 105.
- 1971: Himmel meiner Stadt und Aus dem vertraulichen Tagebuch [Auszug: 5. Dezember 1964]. In: Berlin – Stimmen einer Stadt. 99 Autoren, 100 Jahre an der Spree. Hrsg. und mit einer Nachbemerkung von Ruth Greuner. Buchverlag Der Morgen, Berlin, S. 535 und 547 f.
- 1978: Fortschritt auf dem Weg Zum und Beschreibung der Erdmenschen im Sommer von der Venus her gesehen. In: Zwiebelmarkt. Komisches und Satirisches aus drei Jahrzehnten. Gedichte. Hrsg. von Wolfgang Sellin und Manfred Wolter. Illustrationen von Lothar Sell. Eulenspiegel-Verlag, Berlin, S. 179–180.
- 1981: Nachdichtung Kraftfelder. In: Poesiealbum 164. Robert Roshdestwenski. Verlag Neues Leben, Berlin, S. 11–13.

### Publikation anderer Literaturgattungen in Sammelbänden
- 1964: Lyrisches Subjekt und poetische Verallgemeinerung. In: Neue deutsche Literatur, Heft 3/1964, S. 82–93.
- 1965: Aus dem vertraulichen Tagebuch. In: Neue Texte 5. Almanach für deutschsprachige Literatur, Herbst 1965. Aufbau-Verlag, Berlin/Weimar, S. 150–166.
- 1969: Tradition als Vorbild. Zum Werk Johannes R. Bechers und Bertolt Brechts. In: Ich schreibe. Zeitschrift für die Bewegung schreibender Arbeiter. Hrsg. vom Zentralhaus für Kulturarbeit. Hofmeister, Leipzig, Nr. 11–12/1969, S. 9–13.
- 1970: Finkentot. In: Zeitzeichen. Prosa vom Tage. Buchverlag Der Morgen, Berlin, S. 114–120.
- 1970: Landung auf Paradies-Ort. In: Landung auf Paradies-Ort. Liebesgeschichten. Buchverlag Der Morgen, Berlin, S. 7–59.
- 1991: Günter Mittag als Literaturkritiker. In: Neue Deutsche Literatur, Nr. 457, Heft 1/1991, S. 164–170.

### Arbeiten für Rundfunk, Fernsehen und Film
- 1965: Ringelspiel (unveröffentlicht).
- 1968: Martin Keßler. Hörspiel, Rundfunk der DDR. Abdruck in: Hörspiele im Deutschen Demokratischen Rundfunk. Hörspiele 9. Henschelverlag, Berlin 1969, S. 7–54. 1971 als Fernsehspiel, Fernsehen der DDR.
- 1969: In unseren besten Zeiten. Hörspiel, Rundfunk der DDR.
- 1969: Gesucht wird: Wilhelm Sült. Feature, Rundfunk der DDR.
- 1972: Wäscherinnen. Dokumentarfilm mit Jürgen Böttcher, DEFA.
- 1973: Bauernregel. Dokumentarfilm mit Christian Lehmann und Reinhard Kettner, DEFA.
- 1973: Biografie einer Landschaft. Hörspiel, Rundfunk der DDR.
- 1974: Auskünfte von und über Schulze Gotthard. Dokumentarfilm, Fernsehen der DDR.

### Schauspiele (nicht angenommen wegen „untypischer DDR-Wirklichkeit“)
- 1959: Unruhiger Stahl (1959/1960 nicht verwirklichte Hörspielbearbeitung; Umarbeitung 1962–1965 zu Filmexposé Der Schatz in den Zweigen)
- 1960: Der grüne Brief

## Auszeichnungen
- 1964: 2. Preis in der „Gruppe Lyrik“ des Aufbau-Verlages (s. Neue Texte 4)
- 1980: Verdienstmedaille der Nationalen Volksarmee in Bronze
- 1981, 1986: Medaille Ausgezeichnetes Volkskunstkollektiv der Deutschen Demokratischen Republik
- 1983: Ehrennadel der Nationalen Front in Silber
- 1988: Verdienstmedaille der Nationalen Volksarmee in Silber
- 1989: Medaille für Verdienste im künstlerischen Volksschaffen der Deutschen Demokratischen Republik